# ФК Борац Бивоље
ФК Борац Бивоље је фудбалски клуб из Бивоља, Град Крушевац, Србија. Клуб је основан 1921 под називом Светлост, касније мења име у СК Бивоље. и тренутно се такмичи у Српској лиги Исток, трећем такмичарском нивоу српског фудбала. 
Борац је у сезони 2010/11. заузео 2. место у Поморавско-Тимочкој зони и тако прошао у виши ранг, Српску лигу Исток.

## Новији резултати
| Сезона   | Ранг | Лига                       | Позиција | ИГ | Д  | Н | П  | ГД | ГП | ГР  | Бод | Куп                  |
| -------- | ---- | -------------------------- | -------- | -- | -- | - | -- | -- | -- | --- | --- | -------------------- |
| 1946/47. | 3    | Окружна лига Крушевац      | 4.       | 5  | 3  | 0 | 2  | 4  | 4  | 0   | 6   | Није се квалификовао |
| 1951.    | 4    | Обласна лига Крагујевац    | 5.       | 14 | 3  | 3 | 8  | 23 | 32 | -9  | 9   | Није се квалификовао |
| 1967/68. | 4    | Шумадијско-Поморавска зона | 14.      | 26 | 6  | 3 | 17 | 37 | 71 | -34 | 15  | Није се квалификовао |
| 2006/07. | 4    | Поморавска зона            | 1.       | 30 | 11 | 5 | 14 | 48 | 55 | -7  | 38  | Није се квалификовао |
| 2007/08. | 5    | ?                          | -        | -  | -  | - | -  | -  | -  | -   | -   | Није се квалификовао |
| 2008/09. | 4    | Поморавско-Тимочка зона    | 4.       | 34 | 17 | 6 | 11 | 55 | 46 | +9  | 57  | Није се квалификовао |
| 2009/10. | 4    | Поморавско-Тимочка зона    | 5.       | 34 | 16 | 5 | 13 | 53 | 53 | 0   | 53  | Није се квалификовао |
| 2010/11. | 4    | Поморавско-Тимочка зона    | 2.       | 30 | 15 | 5 | 10 | 48 | 29 | +19 | 50  | Није се квалификовао |
| 2011/12. | 3    | Српска лига Исток          | 10.      | 30 | 10 | 5 | 15 | 28 | 42 | -14 | 35  | Није се квалификовао |
| 2012/13. | 3    | Српска лига Исток          | 16.      | 30 | 1  | 3 | 26 | 16 | 72 | -56 | 6   | Није се квалификовао |